# Liste der Das-Erste-Sendungen
Die Sendungen, die im Programm Das Erste zu sehen sind, werden von den Landesrundfunkanstalten sowohl als Gemeinschafts- als auch als Eigenproduktionen hergestellt.

## Information

### Informationssendungen
Die bekannteste Sendung der ARD ist die Nachrichtensendung Tagesschau, die am 26. Dezember 1952 zum ersten Mal gesendet wurde und bis heute als wichtigste Informationssendung im deutschen Fernsehen gilt. Seit 1978 wird zusätzlich am späten Abend die im Gegensatz zur Tagesschau moderierte und hintergrundorientierte Nachrichtensendung Tagesthemen ausgestrahlt.
Am 2. Oktober 1989 begann das ARD-Mittagsmagazin, das anders als die übrigen Nachrichtensendungen nicht von der Redaktion ARD-aktuell beim NDR verantwortet wird, sondern unter Federführung des MDR steht. Es wird im wöchentlichen Wechsel mit dem ZDF ausgestrahlt. Im Jahr 1992 startete das ARD-Morgenmagazin als Frühstücksfernsehen unter Federführung des WDR und wird ebenfalls im wöchentlichen Wechsel mit dem ZDF ausgestrahlt.
Weitere Informationssendungen:
| Nachrichten                       |           |                                | |
| tagesschau                        | seit 1952 | NDR                            | ausgestrahlt in allen Regionalprogrammen außer MDR Fernsehen                                                                           |
| tagesthemen                       | seit 1978 | NDR                            | |
| nachtmagazin                      | 1995–2022 | NDR                            | |
| Bericht aus Berlin                | seit 1963 | Gemeinschaftsproduktion        | 1963–1999: Bericht aus Bonn |
| ARD-Brennpunkt                    | seit 1971 | abwechselnd                    | |
| Wirtschaft vor acht               | seit 2000 | HR                             | 2012–2022: Börse vor acht, 2000–2012: Börse im Ersten                                                                                  |
| ARD Extra                         | seit 2020 | abwechselnd                    | |
| Politische Magazine               |           |                                | |
| FAKT                              | seit 1992 | MDR                            | |
| Kontraste                         | seit 1968 | RBB                            | |
| Monitor                           | seit 1965 | WDR                            | |
| Panorama                          | seit 1961 | NDR                            | |
| Report Mainz                      | seit 1966 | SWR                            | bis 1998: Report Baden-Baden |
| Report München                    | seit 1962 | BR                             | |
| Weltspiegel                       | seit 1963 | NDR, WDR, SWR, BR              | Auslandsberichterstattung |
| Wissenschaftsmagazine             |           |                                | |
| Kopfball                          | 1989–2015 | WDR                            | |
| W wie Wissen                      | 2003–2022 | BR, HR, NDR, SWR, WDR          | |
| Wissen vor acht                   | seit 2008 | Gemeinschaftsproduktion        | Rubriken: Werkstatt, Erde, Mensch, Natur, Zukunft                                                                                      |
| Sonstige Magazine                 |           |                                | |
| ARD-Morgenmagazin                 | seit 1992 | WDR                            | im Wechsel mit dem ZDF |
| ARD-Mittagsmagazin                | seit 1989 | MDR                            | im Wechsel mit dem ZDF, 1989–2017 unter Federführung des BR, 2018–2023 unter Federführung des RBB                                      |
| Wochenspiegel                     | 1953–2014 | NDR                            | |
| Europamagazin                     | seit 1989 | WDR                            | |
| plusminus                         | seit 1975 | BR, HR, MDR, NDR, SR, SWR, WDR | |
| Wetter vor acht                   | seit 1994 | HR                             | 1994–2012: Das Wetter im Ersten |
| ARD-Buffet                        | 1998–2024 | SWR                            | |
| Brisant                           | seit 1994 | MDR                            | |
| ARD-Ratgeber                      | 1971–2014 | Gemeinschaftsproduktion        | Ratgeber: - Auto-Reise-Verkehr (SR und SWR) - Geld (BR) - Gesundheit (BR und RBB) - Haus + Garten (WDR) - Internet (WDR) - Recht (SWR) |
| Live nach neun                    | 2018–2023 | WDR                            | |
| Kultur                            |           |                                | |
| ttt – titel, thesen, temperamente | seit 1967 | Gemeinschaftsproduktion        | Produktion: BR, HR, MDR, NDR, RBB und WDR                                                                                              |
| Druckfrisch                       | seit 2003 | Gemeinschaftsproduktion        | |
| Dokumentationen und Reportagen    |           |                                | |
| Weltreisen                        | 1993–2014 | Gemeinschaftsproduktion        | Produktion: BR, HR, MDR, NDR, SWR und WDR                                                                                              |
| Exclusiv im Ersten                | seit 1993 | Abwechselnd                    | bis 2012: ARD-exclusiv |
| ARD History                       | seit 2011 | Gemeinschaftsproduktion        | bis 2022: Geschichte im Ersten |
| ARD Story                         | seit 2000 | Gemeinschaftsproduktion        | bis 2022: Die Story im Ersten |
| Erlebnis Erde                     | seit 2007 | Gemeinschaftsproduktion        | |
| Glücksspiel                       |           |                                | |
| Lotto am Samstag                  | seit 2013 | HR                             | Bekanntgabe der Lottozahlen vom Samstag (keine Live-Ziehung)                                                                           |

## Sport

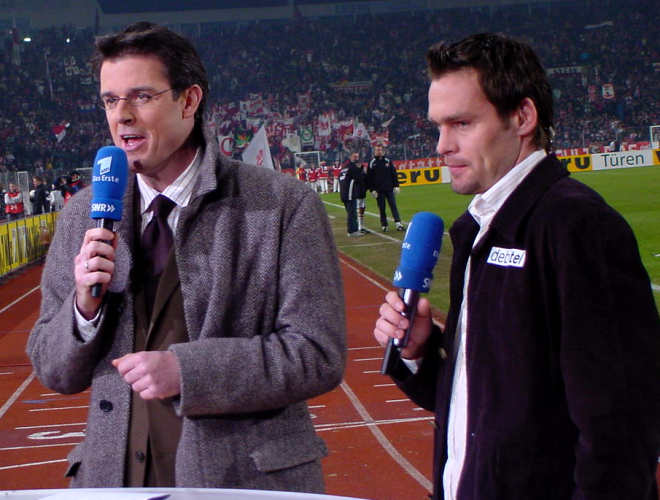
Sportschau überträgt die Bundesliga

Im Wechsel mit dem ZDF berichtet die ARD von großen Sportereignissen, die meistens im Ersten übertragen werden. Dazu gehören z. B. die Welt- und Europameisterschaften im Fußball sowie die Olympischen Sommer- und Winterspiele. Manche Turniere werden komplett von ARD und ZDF übertragen (z. B. Olympische Spiele). Bei einigen Turnieren haben aber auch andere Sender exklusive Senderechte, bei der Fußball-WM 2006 zeigten ARD und ZDF beispielsweise lediglich 48 der insgesamt 64 Spiele live.
Die Länderspiele der deutschen Fußballnationalmannschaft, die Tour de France, Leichtathletik-Turniere und der Weltcup verschiedener Wintersportarten (z. B. Biathlon) werden abwechselnd mit dem ZDF ebenfalls live übertragen. Viele der Sportübertragungen von ARD und ZDF sind zusätzlich auch auf Eurosport zu sehen. Das Erste überträgt auch die Rennen der DTM live.
In der samstäglichen Sportschau wird über die Fußball-Bundesliga in einer 90-minütigen Zusammenfassung berichtet.

## Unterhaltung

### Kabarett/Comedy
| Aktuelle Sendungen              |                     |              |                         |
| extra 3                         | seit 1976           | NDR          | seit 2014 auf Das Erste |
| Ladies Night                    | seit 2007           | WDR          | seit 2014 auf Das Erste |
| Vereinsheim Schwabing           | seit 2012           | BR           | seit 2015 auf Das Erste |
| Alfons und Gäste                | seit 2008           | SWR          |                         |
| Nuhr im Ersten                  | seit 2009           | BR, RBB      | bis 2014: Satire Gipfel |
| Drei. Zwo. Eins. Michl Müller   | seit 2014           | BR           | seit 2015 auf Das Erste |
| Olaf verbessert die Welt        | seit 2014           | MDR          | seit 2015 auf Das Erste |
| Reschke Fernsehen               | seit 2023           | NDR          |                         |
| Ehemalige Sendungen             |                     |              |                         |
| Hallo Nachbarn                  | 1963–1965           | NDR          |                         |
| Cartoon                         | 1967–1972           | SDR          |                         |
| Monty Pythons fliegender Zirkus | 1971–1972           | WDR          |                         |
| Loriot                          | 1976–1978           | Radio Bremen | laufende Wiederholungen |
| Scheibenwischer                 | 1980–2008           | BR, RBB      |                         |
| Schmidteinander                 | 1990–1994           | WDR          |                         |
| Hallervordens Spott-Light       | 1994–2003           |              |                         |
| Die Komiker                     | 1999–2016           | BR           |                         |
| Polylux                         | 2001–2008           | RBB          |                         |
| Harald Schmidt                  | 2005–2007 2009–2011 | WDR          |                         |
| Schmidt & Pocher                | 2007–2009           | WDR          |                         |
| Dennis und Jesko                | 2009–2011           | NDR          |                         |
| Die Wiwaldi-Show                | 2012–2016           | WDR          |                         |
| PussyTerror TV                  | 2015–2019           | WDR          |                         |

### Talkshows
| Aktuelle Sendungen              |           |                         |                                                                         |
| Presseclub                      | seit 1987 | WDR                     |                                                                         |
| farbe bekennen                  | seit 1990 | Gemeinschaftsproduktion |                                                                         |
| hart aber fair                  | seit 2001 | WDR                     | 2001–2007 im WDR Fernsehen ausgestrahlt                                 |
| Maischberger                    | seit 2003 | WDR                     | bis 2015: Menschen bei Maischberger, 2019–2022: maischberger. die woche |
| Caren Miosga                    | seit 2024 | NDR                     |                                                                         |
| Ehemalige Sendungen             |           |                         |                                                                         |
| Der Internationale Frühschoppen | 1953–1987 | WDR                     | 1952 im Hörfunk ausgestrahlt; Neuauflage seit 2002 bei Phoenix          |
| 3 nach 9                        | seit 1974 | RB                      | Von 2019–2021 auf Das Erste unter dem Label Talk am Dienstag            |
| NDR Talk Show                   | seit 1979 | NDR                     | Von 2019–2021 auf Das Erste unter dem Label Talk am Dienstag            |
| Nachtcafé                       | seit 1987 | SWR                     | Von 2020–2021 auf Das Erste unter dem Label Talk am Dienstag            |
| Sabine Christiansen             | 1998–2007 | NDR                     |                                                                         |
| Beckmann                        | 1999–2014 | NDR                     |                                                                         |
| NachTisch                       | 2005      | SWR                     |                                                                         |
| Kölner Treff                    | seit 2006 | WDR                     | Von 2019–2021 auf Das Erste unter dem Label Talk am Dienstag            |
| Anne Will                       | 2007–2023 | NDR                     |                                                                         |
| Günther Jauch                   | 2011–2015 | NDR                     |                                                                         |
| Gottschalk Live                 | 2012      | WDR                     |                                                                         |
| Hier spricht Berlin             | 2019–2021 | RBB                     | Unter dem Label Talk am Dienstag                                        |
| Club 1                          | 2020–2021 | BR                      | Unter dem Label Talk am Dienstag                                        |

### Musiksendungen
| Aktuelle Sendungen                                   |           |                           | |
| Eurovision Song Contest                              | seit 1956 | Eurovision / NDR          | |
| Deutsche Vorentscheidung zum Eurovision Song Contest | seit 1957 | NDR                       | wechselnde Titel, bisher: Zwei auf einem Pferd (1957), (Die) Schlagerparade (1960–1961), Deutsche Schlager-Festspiele 1962, Heidi Brühl singt … (1963), Ein Lied für … (1964–1965, 1969–1973, 1975–1976, 1979–1992), Ein bisschen Glück (1996), Der Countdown läuft (1997), Countdown Grand Prix (1998–2003), Germany 12 Points! (2004–2005, 2022), Der deutsche Vorentscheid 2006 – 50 Jahre Grand Prix, Wer singt für Deutschland? (2007–2008), Unser Star für … (2010, 2012), Unser Song (für) … (2011, 2013–2015, 2017), Unser Lied für … (2016, 2018–2021, 2023), Das deutsche Finale (2024) |
| Feste der Volksmusik                                 | seit 1994 | MDR                       | |
| Immer wieder sonntags                                | seit 1995 | SWR                       | |
| Musikantendampfer                                    | seit 2003 | RBB                       | |
| Die große Silvestershow                              | seit 1981 | Eurovision (BR, ORF, SRF) | bis Juni 2015: Musikantenstadl, bis Dezember 2015: Stadlshow, 2016: Silvesterstadl, 2017 bis 2021: Die Silvestershow mit Jörg Pilawa |
| Rockpalast                                           | seit 1974 | WDR                       | |
| Ehemalige Sendungen                                  |           |                           | |
| Gestatten Sie?                                       | 1964–1965 | WDR                       | |
| Tanzparty mit dem Ehepaar Fern                       | 1966–1968 | WDR                       | |
| Straße der Lieder                                    | 1995–2007 | SWR                       | |
| Super Drumming                                       | 1987–1990 | SWR                       | |

### Shows
| Shows zur Hauptsendezeit                      |           |                         |                                                                                          |
| Die Willem Ruis Show                          | 1980–1981 | Gemeinschaftsproduktion | Moderation: Willem Ruis                                                                  |
| Verstehen Sie Spaß?                           | seit 1980 | SWR                     | Moderation: Barbara Schöneberger                                                         |
| Star Biathlon                                 | 2005–2015 | WDR                     | Moderation: Matthias Opdenhövel                                                          |
| Die große Show der Naturwunder                | 2006–2017 | SWR                     | Moderation: Frank Elstner und Ranga Yogeshwar                                            |
| Die große Maus-Show                           | seit 2006 | WDR                     | Moderation: Esther Sedlaczek, bis Februar 2024: Frag doch mal die Maus                   |
| 20xx – Das Quiz                               | seit 2008 | NDR                     | Moderation: Kai Pflaume                                                                  |
| Hirschhausens Quiz des Menschen               | 2010–2022 | WDR                     | Moderation: Eckart von Hirschhausen, bis Januar 2013: Das fantastische Quiz des Menschen |
| Star Quiz mit Kai Pflaume                     | 2011–2012 | NDR                     | Moderation: Kai Pflaume                                                                  |
| Klein gegen Groß                              | seit 2011 | NDR                     | Moderation: Kai Pflaume                                                                  |
| Der klügste Deutsche                          | 2011–2012 | NDR                     | Moderation: Kai Pflaume                                                                  |
| Opdenhövels Countdown                         | 2012–2013 | NDR                     | Moderation: Matthias Opdenhövel                                                          |
| Das ist Spitze!                               | 2013–2015 | NDR                     | Moderation: Kai Pflaume                                                                  |
| Spiel für dein Land – Das größte Quiz Europas | 2015–2017 | NDR                     | Moderation: Jörg Pilawa                                                                  |
| Ich weiß alles!                               | 2018–2020 | NDR                     | Moderation: Jörg Pilawa                                                                  |
| Quiz ohne Grenzen                             | 2020–2022 | NDR                     | Moderation: Jörg Pilawa                                                                  |
| Was kann der Mensch?                          | 2023–2025 | WDR                     | Moderation: Eckart von Hirschhausen                                                      |
| Shows im Vorabend                             |           |                         |                                                                                          |
| Das Quiz mit Jörg Pilawa                      | 2001–2010 | Gemeinschaftsproduktion | Moderation: Jörg Pilawa, 2020–2021 im Nachmittagsprogramm                                |
| Sag die Wahrheit                              | seit 2003 | SWR                     | Moderation: Michael Antwerpes, 2017 auf Das Erste                                        |
| Das Duell im Ersten                           | 2009–2011 | Gemeinschaftsproduktion | Moderation: Florian Weber                                                                |
| Drei bei Kai                                  | 2011–2012 | Gemeinschaftsproduktion | Moderation: Kai Pflaume                                                                  |
| Null gewinnt                                  | 2012–2013 | Gemeinschaftsproduktion | Moderation: Dieter Nuhr                                                                  |
| Gefragt – Gejagt                              | seit 2012 | NDR                     | Moderation: Alexander Bommes, seit 2015 auf Das Erste                                    |
| Quizduell                                     | seit 2014 | NDR                     | Moderation: Esther Sedlaczek                                                             |
| Wer weiß denn sowas?                          | seit 2015 | NDR                     | Moderation: Kai Pflaume                                                                  |
| Paarduell                                     | 2016–2017 | WDR                     | Moderation: Jörg Pilawa                                                                  |
| Rate mal, wie alt ich bin                     | 2016–2017 | WDR                     | Moderation: Matthias Opdenhövel                                                          |
| Flieg mit mir!                                | 2017      | NDR                     | Moderation: Guido Cantz                                                                  |
| Dingsda                                       | 2018      | BR                      | Moderation: Mareile Höppner                                                              |

Siehe auch: Fernsehshow

### Kochsendungen
- Alfredissimo! (mit Alfred Biolek) (WDR, bis 2008)
- Polettos Kochschule (2007 bis 2013)[1]
- Tim Mälzer kocht! (2009 bis 2014)[2]

Siehe auch: Kochsendung

### Dokus
Aktuell:
- Erlebnis Erde
- Eisbär, Affe & Co. (SWR)
- Elefant, Tiger & Co. (MDR)
- Giraffe, Erdmännchen & Co. (HR)
- Leopard, Seebär & Co. (NDR)
- Nashorn, Zebra & Co. (BR)
- Seehund, Puma & Co. (RB)
- Panda, Gorilla & Co. (RBB)
- Papageien, Palmen & Co. (WDR)
- Pinguin, Löwe & Co. (WDR)

Ehemals:
- Abenteuer 1900 – Leben im Gutshaus (SWR)
- Abenteuer 1927 – Sommerfrische
- Abenteuer Mittelalter, 2005
- Abenteuer Wildnis 1988–1991, 1995–2005
- Auf nach Afrika! Tiere, Wildnis, Abenteuer (WDR)
- Die Bräuteschule 1958
- Die großen Kriminalfälle (NDR, seit 2000)
- Die Tierretter von Aiderbichl (BR)
- Schwarzwaldhaus 1902 (SWR)
- Steinzeit – Das Experiment (SWR, 2007)
- Windstärke 8 (WDR, 2005)

### Serien
2020-heute
- Blind ermittelt (ARD, ORF)
- Der Amsterdam-Krimi
- Der Barcelona-Krimi
- Der Bozen-Krimi
- Der Dänemark-Krimi
- Der Flensburg-Krimi
- Der Irland-Krimi
- Der Kroatien-Krimi
- Der Lissabon-Krimi
- Der Masuren-Krimi
- Der Usedom-Krimi
- Der Zürich-Krimi
- Die Bestatterin
- Die Füchsin
- Die Kanzlei (NDR)
- Ein Krimi aus Passau
- Ein Krimi vom Bodensee
- Großstadtrevier (NDR)
- Harter Brocken
- Hartwig Seeler
- Hubert ohne Staller (BR, MDR)
- In aller Freundschaft (MDR)
- In aller Freundschaft – Die jungen Ärzte (MDR)
- In aller Freundschaft – Die Krankenschwestern (MDR)
- Kommissar Dupin
- Lindenstraße (WDR) (bis April 2020)
- Mord mit Aussicht (WDR)
- Mordkommission Istanbul
- Nord bei Nordost
- Nord bei Nordwest
- Polizeiruf 110 (BR, HR, MDR, NDR, RBB, WDR, ursprünglich DFF)
- Rote Rosen (NDR)
- Schnitzel
- Sturm der Liebe (WDR/BR)
- Tatort (BR, HR, MDR, NDR, RB, RBB, SR, SWR, WDR, ORF, SRF)
- Tod am Rennsteig
- Über die Grenze (bis Februar 2020)
- Um Himmels Willen (MDR)
- Verbotene Liebe (WDR)
- WaPo Berlin
- WaPo Bodensee (SWR)
- WaPo Duisburg (WDR)
- WaPo Elbe (MDR)
- Wolfsland

2010–2019
- Alles Verbrecher
- Armans Geheimnis – 2015, 2017 – ARD
- Das Traumhotel
- Der Barcelona-Krimi
- Blind ermittelt (ARD, ORF)
- Bloch (SWR, WDR)
- Der Amsterdam-Krimi
- Der Bozen-Krimi
- Der Bulle und das Landei
- Der Irland-Krimi
- Der Island-Krimi – 2016
- Der Kroatien-Krimi
- Der Lissabon-Krimi
- Der Metzger
- Der Prag-Krimi – 2018
- Der Tatortreiniger (NDR)
- Der Tel-Aviv-Krimi
- Der Urbino-Krimi – 2016
- Der Usedom-Krimi
- Der Zürich-Krimi
- Die Bestatterin
- Die Füchsin
- Die Kanzlei (NDR)
- Die Stein (RBB)
- Donna Leon
- Großstadtrevier (NDR)
- Harter Brocken
- Hartwig Seeler
- Heimatkrimi (BR)
- Heiter bis tödlich (BR, MDR, NDR, RBB, SWR, WDR)
- Hubert ohne Staller (BR, MDR)
- In aller Freundschaft (MDR)
- In aller Freundschaft – Die jungen Ärzte (MDR)
- In aller Freundschaft – Die Krankenschwestern (MDR)
- Kommissar Dupin
- Kommissar Wallander
- Kommissarin Louise Bonì
- Lindenstraße (WDR)
- Marienhof (WDR)
- Mord in bester Gesellschaft
- Mord mit Aussicht (WDR)
- Mordkommission Istanbul
- Nord bei Nordwest
- Pfarrer Braun
- Polizeiruf 110 (BR, HR, MDR, NDR, RBB, WDR, ursprünglich DFF)
- Rote Rosen (NDR)
- Schimanski (WDR)
- Schnitzel
- Sturm der Liebe (WDR/BR)
- Tatort (BR, HR, MDR, NDR, RB, RBB, SR, SWR, WDR, ORF, SRF)
- Über die Grenze
- Um Himmels Willen (MDR)
- Utta Danella
- Verbotene Liebe (WDR)
- WaPo Bodensee (SWR)
- Watzmann ermittelt (ARD)
- Wolfsland
- Zorn

2000–2009
- Adelheid und ihre Mörder (NDR)
- Auf eigene Gefahr (WDR)
- Aus gutem Haus (RB)
- Bei aller Liebe (BR)
- Berlin, Berlin (RB)
- Bloch (SWR, WDR)
- Bronski und Bernstein (NDR)
- Das Beste aus meinem Leben (WDR)
- Das Geheimnis meines Vaters (NDR)
- Das Traumhotel
- Der Dicke (NDR)
- Der Fahnder (WWF/WDR)
- Der Winzerkönig (SWR/ORF)
- Die Detektivin (MDR)
- Die Kanzlei (NDR)
- Die Kommissarin (HR)
- Die Stein (RBB)
- Die Strandclique (WWF)
- Dimension PSI
- Donna Leon
- Drei mit Herz (RB)
- Dr. Sommerfeld – Neues vom Bülowbogen (NDR)
- Eine für alle – Frauen können’s besser – 2009
- Familie Dr. Kleist (MDR)
- Geld.Macht.Liebe
- Großstadtrevier (NDR)
- Happy Birthday
- In aller Freundschaft (MDR)
- Julia – Eine ungewöhnliche Frau (SR/ORF)
- Klinik unter Palmen (ARD/ARD Degeto)
- Lindenstraße (WDR)
- Marienhof (WDR)
- Mord in bester Gesellschaft
- Mord mit Aussicht (WDR)
- Mordkommission Istanbul
- Offroad.TV (WWF)
- Polizeiruf 110 (BR, HR, MDR, NDR, RBB, WDR, ursprünglich DFF)
- Powder Park / Plötzlich erwachsen! (BR)
- Rote Rosen (NDR)
- Schimanski (WDR)
- Sophie – Braut wider Willen (NDR)
- Sternenfänger (BR/SWR)
- Sturm der Liebe (WDR/BR)
- St. Angela (RBB/NDR)
- Tatort (BR, HR, MDR, NDR, RB, RBB, SR, SWR, WDR, ORF, SRF)
- Tierärztin Dr. Mertens (MDR)
- Türkisch für Anfänger (BR)
- Um Himmels Willen (MDR)
- Utta Danella
- Verbotene Liebe (WDR)
- Verdammt verliebt (WWF)
- WaPo Berlin
- WaPo Bodensee
- Winnetoons – 2002
- Zwei Engel für Amor (NDR)

1990–1999
- Abenteuer Airport
- Adelheid und ihre Mörder (NDR)
- Agentur Herz
- Air Albatros
- Auf Achse
- Auf eigene Gefahr (WDR)
- Aus heiterem Himmel (BR)
- Auto Fritze
- Baby an Bord
- Bangkok Hilton – 1993 – Orig. 1989
- Bei aller Liebe (BR)
- Büro, Büro
- Der Fahnder (WWF/WDR)
- Der Havelkaiser (SFB, SWF)
- Die Kommissarin (HR)
- Die Schule am See (NDR/RB)
- Die Strandclique (WWF)
- Die Tochter des Maharadscha – 1995 – Orig. 1994
- Drei mit Herz (RB)
- Dr. Sommerfeld – Neues vom Bülowbogen (NDR)
- Familie Heinz Becker (WDR, SR)
- Frankenberg (ARD)
- Gegen den Wind (WWF)
- Großstadtrevier (NDR)
- Happy Birthday
- Hurra Deutschland – 1991
- In aller Freundschaft (MDR)
- Julia – Eine ungewöhnliche Frau (SR/ORF)
- Klinik unter Palmen (ARD/ARD Degeto)
- Liebling Kreuzberg
- Lindenstraße (WDR)
- Marienhof (WDR)
- Nicht von schlechten Eltern (RB)
- Polizeiruf 110 (BR, HR, MDR, NDR, RBB, WDR, ursprünglich DFF)
- Praxis Bülowbogen
- Schimanski (WDR)
- Schloß Hohenstein
- Sterne des Südens
- St. Angela (RBB/NDR)
- Tanja
- Tatort (BR, HR, MDR, NDR, RB, ORB, SFB, SR, SWR, WDR, ORF, SF)
- Vater wider Willen
- Verbotene Liebe (WDR)
- Wildbach (BR)

1980–1989
- 6 Richtige
- Achtung Zoll – 1980–1981
- Anna und der König – 1983 – Orig. 1972
- Anton, wohin?
- Auch das noch …
- Auf Achse
- Ausflug zum Vater
- Bei Mudder Liesl
- Büro, Büro
- Dallas – 1981 – Orig. 1978–1991
- Der Fahnder (WWF/WDR)
- Der Graf von Monte Christo – 1980 – Orig. 1979
- Der Ochsenkrieg – 1987
- Falcon Crest – 1983 – Orig. 1981–1990
- Großstadtrevier (NDR)
- Kir Royal
- Liebling Kreuzberg
- Lindenstraße (WDR)
- Monaco Franze – Der ewige Stenz (BR)
- Praxis Bülowbogen
- Quincy – 1981 – Orig. 1976–1983
- Detektivbüro Roth (WWF/WDR)
- St. Pauli-Landungsbrücken
- Tatort (BR, HR, MDR, NDR, RB, ORB, SFB, SR, SWF, WDR, ORF, SF)

1970–1979
- Alarm
- Algebra um Acht
- Alles schon mal dagewesen
- Anton Keil, der Specialkommissär
- Arbeitsgericht – Termin in Sachen …
- Auf Achse
- Aus Liebe zum Sport
- Ausgerissen – was nun?
- Autoverleih Pistulla
- Berlin, Keithstraße 30
- Das Gold der Wüste – 1979
- Dem Täter auf der Spur
- Detektiv Rockford – 1976 – Orig. 1974–1980
- Dick und Doof – 1970 – Orig. Laurel & Hardy 1921–1951
- Die Buddenbrooks
- Doris Day Show – 1971 – nur wenige Folgen – Orig. 1968–1973
- Drei Damen vom Grill
- Hamburg Transit – 1970–1973
- Hawaii Fünf Null – 1971 – Orig. 1968–1980
- Roots – 1978 – Orig. 1977
- S.O.S. Charterboot – 1972 – Orig. 1968–1969
- Sandokan – Der Tiger von Malaysia – 1979 – Orig. 1976
- Sonderdezernat K1
- St. Pauli-Landungsbrücken
- Tarzan – die Johnny Weismüller Filme – 1972 und sp auf weiteren Sendern – Orig. 1932–1942
- Tatort (BR, HR, MDR, NDR, RB, ORB, SR, SDR, SWF, WDR, ORF, SF)
- Tom und die Themse – 1975
- Wie ein Blitz

1960–1969
- Abenteuer im wilden Westen – 1962 – nur wenige Folgen – Orig. 1956–1961
- Adrian der Tulpendieb
- Air Taxi
- Alarm für Dora X
- Alarm in den Bergen
- Alle meine Tiere
- Alsterstraße
- Am grünen Strand der Spree
- Bei uns daheim
- Bei uns zu Haus
- Bonanza – ab 1962 – nicht alle Folgen – Orig. 1959–1973 – fortgesetzt ab 19.. im ZDF
- Columbo – 1969 – sp fortgesetzt bei den Privaten – Orig. 1968–2003
- Cowboys – 1965 – nur wenige Folgen – sp fortgesetzt auf Pro 7 als Tausend Meilen Staub – Orig. Rawhide – 1959–1965
- Das Fernsehgericht tagt
- Dem Täter auf der Spur
- Familie Bergmann
- Die Familie Hesselbach 1960–1967
- Die Firma Hesselbach 1960–1967
- Der Forellenhof 1965–1966
- Ein Mann namens Harry Brent
- Es ist soweit
- Funkstreife Isar 12 1960–1963
- Geächtet – 1969 – Orig. 1965–1966
- Gestatten, mein Name ist Cox 1961–1965
- Hafenkrankenhaus
- Hafenpolizei 1963–1965
- Das Halstuch
- Kommissar Freytag – 1963–1966
- Landarzt Dr. Brock
- Lieber Onkel Bill – 1966–1971
- Melissa
- Mr. Ed – 1962 – Orig. 1960–1966
- Mutter ist die Allerbeste – 1961–1965 – Orig. Donna Reed Show – 1958–1966
- Der Nachtkurier meldet
- Polizeifunk ruft – 1966–1969
- Rauchende Colts – Gunsmoke – 1967–1972 – Orig. 1955–1975 – nur wenige Folgen
- Raumpatrouille – 1966
- Tim Frazer
- Die Unverbesserlichen
- Wells Fargo – 1964 – Orig. 1957–1962
- Wyatt Earp – 1960–1965 – Orig. 1955–1961 – nur wenige Folgen

1952–1959
- 77 Sunset Strip – 1958–1964
- Abenteuer unter Wasser – Sea Hunt – 1958–1961
- Am Fuß der blauen Berge – Laramie – 1959–1963 – nur wenige Folgen
- Corky und der Zirkus – 1956–1958
- Der Andere – 1959
- Familie Schölermann
- Fury – 1955–1960 – nicht alle Folgen
- Lassie – 1954–1973
- Rin Tin Tin – 1954–1959
- So weit die Füße tragen – 1959
- Stahlnetz 1958–1968

## Kinder
| - Augsburger Puppenkiste (HR) - Bei uns und um die Ecke (SWR) - Blue Water High (NDR) - Bolzplatz-Duell (SWR) - Carl Josef trifft … (Radio Bremen/rbb) - Dienstags ein Held sein (SWR) - Ein Fall für B.A.R.Z. (SWR) - Fabrixx (SWR) - Die Pfefferkörner (NDR) - Die Sendung mit der Maus (WDR) - Minitz (SWR) - Morgen Oli (SWR) - Neues vom Süderhof (NDR) | - Oli’s Wilde Welt (SWR) - Quergelesen (RBB) - Reläxx (RBB) - Romeo feat. Julia – Die HipHopHelden (SWR) - Schloss Einstein (MDR) - Sesamstraße (NDR) - Sport-Spiel-Spannung (BR) - Tiere bis unters Dach (SWR) - Tigerenten Club (SWR/HR/MDR/RBB) - Tom und das Erdbeermarmeladebrot mit Honig (SWR) - Willi wills wissen (BR) - Wissen macht Ah! (WDR) - 4 gegen Z (NDR) |

## Weitere Sendungen
- Deutsche Fernsehlotterie
- Echtes Leben
- Höchstpersönlich (abwechselnd Radio Bremen und HR)
- Royalty (NDR)
- Das Wort zum Sonntag
- Zuflucht Wildnis (BR)
- Die schönsten Bahnstrecken Deutschlands
- Die schönsten Bahnstrecken Europas
- Die schönsten Bahnstrecken der Welt